# Б. М. емигрант
„Б. М. емигрант“ или „Българо-македонски емигрант“ български двуседмичен вестник, издание на Съюза на българо-македонските просветителни клубове в Буенос Айрес, Аржентина.
Вестникът излиза от 1933 до 1936 година.
| Годишнина | Броеве  | Дата |
| --------- | ------- | ---- |
| I         | 1 – 9   | 1933 |
| II        | 10 – 11 | 1934 |
| III       | 12 – 14 | 1935 |
| IV        | 16      | 1936 |

Вестникът има комунистически характер и започва да излиза веднага след Учредителния конгрес на Съюза в 1933 година. Публикува сведения за Лайпцигския процес. Първият брой е под формата на бюлетин, печатан на пишеща машина. Скоро след това редакцията е обискирана от полицията и машините за издаване на вестника са конфискувани. Вестникът продължава да се списва на ръка върху восъчни листове и да се разпространява нелегално, предимно в Аржентина и Уругвай, в тираж 1000 броя. В писането на материалите във вестника, редактирането и отпечатването им участват Петър Ангелов, Митьо Ачков, Стоян Тодоров, Никола Трифонов, Христо Гоневски, Върбан Димитров и други. Много от материалите са анонимни, а други са подписани с псевдоними – Чакеньо Рохо (Нено Стоянов), Солано (Добри Колев), Пепе (Петър Ангелов), Пепино (Христо Гоневски), Босяков (Иван Аржентински) или просто Клубов дописник.
Вестникът спира след трансформирането на клубовете в Българска антифашистка и антивоенна лига, която издава вестник „БААЛ“.